# Edith Hahn Beer
Edith Hahn Beer (* 24. Januar 1914 in Wien; † 17. März 2009 in London) war eine österreichische Juristin. Als Jüdin überlebte sie den Holocaust, indem sie eine andere Identität annahm und ein Parteimitglied der NSDAP heiratete.

## Biographie

### Jugend und Ausbildung
Edith Hahn wurde als älteste von drei Töchtern Klotilde und Leopold Hahns geboren. Ihre Eltern besaßen und betrieben ein Restaurant.
Obwohl eine höhere Schulbildung für Mädchen in Hahns Jugend durchaus nicht üblich war, gelang es einem ihrer Lehrer, ihren Vater zu überzeugen, das Mädchen auf die Oberschule zu schicken. Sie legte die Matura ab und schrieb sich 1933 an der Wiener Universität als Studentin der Rechtswissenschaften ein. Im Juni 1936 verstarb plötzlich ihr Vater, seine Witwe arbeitete nun als Schneiderin um die Familie durchzubringen. Während Edith Hahns Studiums erfolgte der sogenannte Anschluss an das nationalsozialistische Deutsche Reich. Als Jüdin durfte Edith Hahn ihr Studium April 1938 nicht mehr beenden, sie durfte die Prüfung zum dritten Staatsexamen nicht ablegen und konnte sich somit nicht um ihre Promotion bemühen.
Ediths Schwester Johanna, genannt Hansi, sieben Jahre jünger, emigrierte am 9. November 1938 nach Palästina. Ihre Schwester Maria, genannt Mimi, ein Jahr jünger, heiratete im Dezember 1938 Milo Grenzbauer, einen Kommilitonen von Edith. Dem Ehepaar gelang im Februar 1939 die illegale Einreise nach Palästina.

### Zweiter Weltkrieg

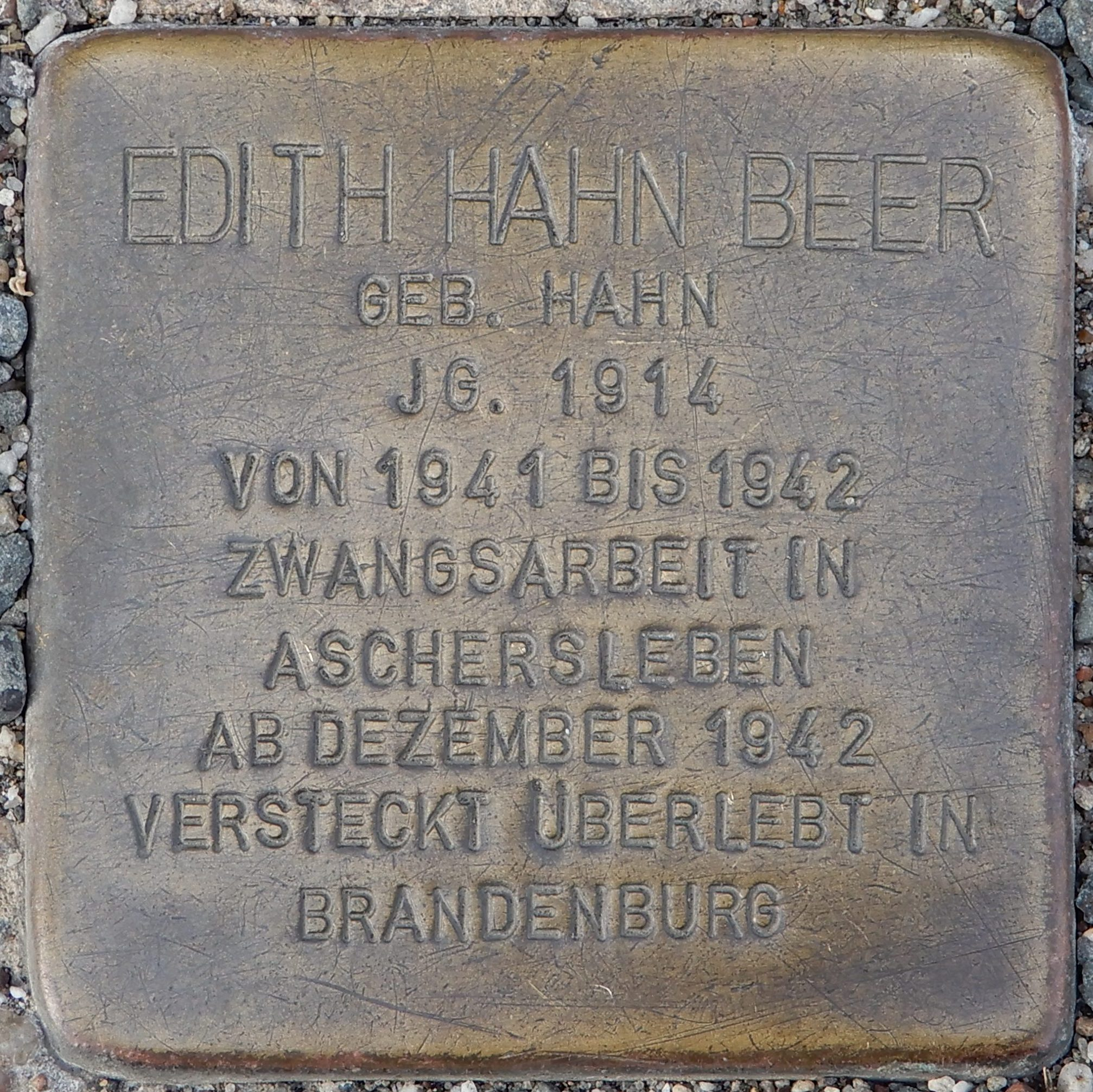
Stolperstein für Edith Hahn Beer in Aschersleben

1939 wurden Edith Hahn und ihre Mutter im „Wiener Ghetto“ interniert. 1941 wurden beide Frauen voneinander getrennt, als Edith Hahn zur Arbeit in einem Spargelanbaugebiet bei Osterburg und später in der Papierfabrik Bestehorn in Aschersleben gezwungen wurde. Zwei Wochen, bevor Edith Hahn die Möglichkeit hatte, 1942 nach Wien zurückzukehren, war ihre Mutter nach Polen deportiert worden. Mit den Papieren ihrer christlichen Freundin Christl Denner versehen, fuhr Edith Hahn nach München und arbeitete dort als Näherin. Sie lebte unter dem Decknamen Grete Denner (Margarete war einer der Vornamen von Christl Denner).
In München traf sie das NSDAP-Mitglied Werner Vetter, der um ihre Hand anhielt. Während dieser Zeit leistete sie Freiwilligendienste beim Deutschen Roten Kreuz. Das Paar zog gemeinsam nach Brandenburg an der Havel und heiratete, um die gemeinsame Tochter Angelika, deren Geburt 1944 bevorstand, zu legitimieren. Werner Vetter selbst wurde nach dem Krieg in ein sibirisches Arbeitslager verschleppt.

### Späteres Leben
Nach dem Zweiten Weltkrieg wies Edith Hahn ihren lange versteckt gehaltenen jüdischen Personalausweis vor, um die Rückgewinnung ihrer eigentlichen Identität zu betreiben. Der Drohung eines Brandenburger Standesbeamten, sie wegen Urkundenfälschung anzuzeigen, konnte sie wirksam begegnen. Durch die Sowjetische Militäradministration in Deutschland (SMAD), die großen Bedarf an ausgebildeten und unbelasteten Juristen hatte, wurde Edith Hahn zur Richterin am Kreisgericht Brandenburg an der Havel berufen. Edith Hahn setzte sich bei den Sowjets für die Entlassung ihres Mannes aus sowjetischer Haft ein. Dennoch wurde die Ehe kurz nach Vetters Entlassung 1947 geschieden. Werner Vetter starb 2002.
Während ihrer Richtertätigkeit wurde Edith Hahn von den neuen Machthabern unter Druck gesetzt, als Informantin des KGB tätig zu werden. Eine offene Ablehnung dieses Ansinnens hätte sie selbst in große Gefahr gebracht. Aus diesem Grunde entschied sich Edith Hahn zur Flucht mit ihrer Tochter nach London, wo ihre Schwestern bereits lebten, nachdem diese bei Ausbruch des Krieges zunächst nach Israel geflohen waren.
Hahn arbeitete als Hausmädchen und Entwerferin von Schnürmiedern. Sie heiratete 1957 Fred Beer, einen jüdischen Juwelenhändler und blieb dessen Ehefrau bis zu seinem Tode. Nach seinem Tode übersiedelte sie nach Netanya in Israel. In ihren letzten Lebensjahren kehrte sie allerdings nach London zurück und lebte in einem Londoner Seniorenheim.
In den 1980er Jahren schrieb Edith Hahn an Simon Wiesenthal und schilderte ihm die Rettungstat von Christa Beran (geb. Denner). Er informierte die israelische Gedenkstätte Yad Vashem, die Christa Beran am 4. Juni 1985 als Gerechte unter den Völkern ehrte.
Im Dezember 1997 ließ Edith Hahn ihre umfangreiche Sammlung von 250 persönlichen Papieren, Fotos und Dokumenten in London bei Sotheby’s im Rahmen einer Auktion für 144.000 Dollar versteigern, da sie Geld für eine Operation benötigte. Die Erwerber Andrew L. Lewis und Dalck Feith, ein jüdischer Emigrant aus Polen, stifteten die Papiere als Edith Hahn Collection dem United States Holocaust Memorial Museum.
Sie schrieb nun erst ihre Erlebnisse nieder und veröffentlichte zwei Jahre später ihr Buch. Im Vorwort schrieb sie:

„Gleich vielen Mensch, habe ich nie über meine Zeit als ‚U-Boot‘ gesprochen, als Flüchtige, die sich mit falschem Namen im Untergrund der Nazi-deutschen Gesellschaft vor der Gestapo versteckt hielt, vielmehr habe ich es vorgezogen, so viel wie möglich von dem allem zu vergessen und spätere Generationen nicht mit traurigen Erinnerungen zu belasten. Es war meine Tochter Angela, die mich drängte meine Geschichte zu erzählen, einen schriftlichen Bericht zu verfassen, und der Welt somit Kenntnis zu geben.“
Am 11. Juli 2007 nahm Edith Hahn Beer an der Einweihung der Generalstaatsanwaltschaft des Landes Brandenburg im Gebäude des früheren Kreisgerichts teil, wo sie im Eingangsbereich eine Gedenktafel für sich enthüllte. Am 14. Januar 2010 wurde im Gebäude von Generalstaatsanwalt Erardo Cristoforo Rautenberg und vom brandenburgischen Justizminister Volkmar Schöneburg eine Tafel enthüllt, die die Nachrufe auf ihren Tod dokumentiert. Seit dem 8. Juli 2013 findet sie auch auf einer Stele vor dem Gebäude Erwähnung, die sich mit dessen Geschichte befasst.

## Rezeption
- Liz Garbus drehte 2003 den Dokumentarfilm The Nazi Officer’s Wife und besetzte die beiden Schauspielerinnen Susan Sarandon und Julia Ormond mit den Sprechrollen.
- Nachrufe auf das Leben Edith Hahn Beers wurden u. a. in der Times und dem The Jewish Chronicle veröffentlicht.
- Am 29. Oktober 2010 wurde vor dem Gebäude der ehemaligen Papierfabrik Bestehorn (heute Bildungszentrum Bestehornpark)[3] ein Stolperstein für Edith Hahn Beer verlegt.[4]

## Veröffentlichungen
- Edith Hahn-Beer, Susan Dworkin: The Nazi Officer’s Wife: How One Jewish Woman Survived the Holocaust. Rob Weisbach Books, William Morrow, New York 1999, ISBN 0-688-16689-X,
  - deutsch: Ich ging durchs Feuer und brannte nicht – Eine außergewöhnliche Lebens- und Liebesgeschichte. Aus dem Englischen von Otto Bayer. Scherz-Verlag, Bern/München/Wien 2000, ISBN 3-502-18287-6.
  - französisch: La Femme de l’officier nazi, Paris 2000.
  - niederländisch: De joodse bruid. The House of Books 2001, ISBN 9789044311693.
  - italienisch: La moglie dell’Ufficiale Nazista. Garzanti Libri 2003, ISBN 881167593-6.
  - türkisch: Nazi Subayının Karısı. Beyaz Baykuş 2017, ISBN 9786053113355.
- Edith Hahn-Beer: Ich will leben! Briefe und Dokumente einer Wiener Jüdin – Arbeitslager und U-Boot in Nazi-Deutschland. Ugarit-Verlag, Münster 1996, ISBN 978-3-927120-39-6.